# 101 Collins Street
101 Collins Street je lega tretjega najvišjega nebotičnika v Melbournu v Avstraliji. V višino meri 260 m. Nebotičnik je tudi četrta najvišja zgradba v Avstraliji.